# Paglavec
Paglavec je skupno ime za ličinke dvoživk.
Paglavci običajno živijo v vodi, obstaja pa tudi nekaj vrst, katerih paglavci so delno vodni organizmi (Indirana beddomii in Thoropa miliaris), ter nekaj vrst, katerih paglavci živijo na kopnem (Indirana semipalmata in Adenomera andreae).